# 1955 en littérature
| Années de la littérature : 1952 - 1953 - 1954 - 1955 - 1956 - 1957 - 1958    |
| Décennies de la littérature : 1920 - 1930 - 1940 - 1950 - 1960 - 1970 - 1980 |

Cet article présente les faits marquants de l'année 1955 en littérature.

## Évènements
- 27 août : Publication de la première édition du « Livre Guinness des records ».
- Débuts du Nouveau roman en France (Alain Robbe-Grillet, Michel Butor).
- 5 mars : Inauguration de la Rue du Groupe-Manouchian.

## Parutions

### Albums
- Crockett Johnson, Harold et le crayon violet, album illustré pour enfants.

### Essais
- Ferdinand Alquié, Philosophie du surréalisme.
- Raymond Aron (philosophe et journaliste), L'Opium des intellectuels (mai).
- Simone de Beauvoir, Privilèges.
- Maurice Blanchot (romancier et critique),  l'Espace littéraire.
- Hermann Broch, Quelques remarques à propos du kitsch.
- Aimé Césaire, Discours sur le colonialisme.
- René Le Senne, La découverte de Dieu (recueil d'articles posthumes), Paris, Aubier
- Pierre Teilhard de Chardin (1881-1955), Le Phénomène humain (publication posthume).
- Vyvyan Holland, Fils d'Oscar Wilde, éd. Flammarion.
- Claude Lévi-Strauss (anthropologue), Tristes Tropiques (novembre)
- Jean Malaurie (anthropologue), Les derniers rois de Thulé
- George Padmore, Panafricanism or communism.
- Jean-Pierre Richard, Poésie et profondeur, éd. Le Seuil.

### Poésie
- Roger Gilbert-Lecomte, Testament, Gallimard, coll. Métamorphoses
- Jacques Prévert, La Pluie et le beau temps
- Louis Aragon, Strophes pour se souvenir

### Romans

#### Auteurs francophones
- Roger Vailland, 325 000 Francs
- Antoine Blondin, L'Humeur vagabonde.
- André Dhôtel : Le Pays où l'on n'arrive jamais, éd. Pierre Horay.
- Jean Dutourd, Doucin, éd. Gallimard.
- Gabrielle Roy (canadienne) : Rue Deschambault

#### Auteurs traduits
- James Agee (anglais) : Un Mort dans la famille, prix Pulitzer 1958
- Patricia Highsmith (anglais) : Le Talentueux Mr Ripley
- Vladimir Nabokov (anglais) : Lolita.
- Pier Paolo Pasolini (italien) : Les Ragazzi (Ragazzi di vita).
- J. R. R. Tolkien (anglais) : Le Retour du roi, Allen & Unwin (troisième et dernier tome du Seigneur des anneaux, 20 octobre).

- Patricia Wentworth (anglais) : L'Empreinte du passé, Le trésor des Benevent.

### Théâtre
- 2 mars : Ping-Pong, pièce d’Arthur Adamov.
- 8 juin : Nekrassov, pièce de Jean-Paul Sartre
- 13 octobre : Jacques ou la Soumission, pièce de Ionesco.

- Paolo Grassi et Giorgio Strehler fondent le Petit Théâtre de la ville de Milan
- François Billetdoux, Le comportement des époux Bredburry

## Prix littéraires
- 17 octobre : L'écrivain islandais Halldór Laxness (1902-1998), auteur de romans sociaux et historiques, reçoit le prix Nobel de littérature.
- Prix Goncourt : Les Eaux mêlées de Roger Ikor.
- Prix Renaudot : Le Moissonneur d'épines de Georges Govy.
- Prix Femina : Le Pays où l'on n'arrive jamais de André Dhôtel.
- Prix Interallié : Les Élans du cœur de Félicien Marceau.
- Grand prix du roman de l'Académie française et Prix des libraires : Les Aristocrates de Michel de Saint Pierre.
- Prix des Deux Magots : Histoire d'O de Pauline Réage
- Prix du roman populiste : Les Compères de miséricorde de René Masson.
- Prix Viareggio : Vasco Pratolini pour Metello
- Prix Pulitzer du théâtre : La Chatte sur un toit brûlant de Tennessee Williams
- Prix Pulitzer de la fiction : Parabole (A Fable) de William Faulkner
- Voir la liste des Prix du Gouverneur général 1955.

## Principales naissances
- 2 février, Leszek Engelking, poète, écrivain, traducteur et essayiste polonais.
- 9 février, Anne Robillard, écrivaine canadienne.
- 17 février, Mo Yan, écrivain chinois, prix Nobel de littérature en 2012.
- 22 avril : Marie Uguay, poète québécoise († 26 octobre 1981).
- 23 avril : Paul J. McAuley, écrivain britannique de science-fiction.
- 5 juin, Mia Couto, écrivain mozambicain.
- 12 octobre, Serge Venturini, poète français.
- 1er novembre : Souleymane Bachir Diagne, philosophe sénégalais.
- 23 novembre : Steven Brust, écrivain américain de fantasy et science-fiction.

Date inconnue
- Baek Mu-san, écrivain sud-coréen.

## Principaux décès
- 23 février : Paul Claudel, écrivain français, 87 ans.
- 10 avril : Pierre Teilhard de Chardin, théologien, philosophe et paléontologue.
- 25 avril : José Moreno Villa, archiviste, bibliothécaire, poète, écrivain, journaliste, critique d'art, critique littéraire, historien de l'art, documentaliste, dessinateur et peintre espagnol (° 16 février 1887)
- 16 mai : James Agee, romancier américain, 46 ans.
- 19 mai : Concha Espina, écrivaine espagnole (° 15 avril 1869).
- 12 août : Thomas Mann, écrivain (° 6 juin 1875).
- 18 septembre :  José Ortega y Gasset, philosophe espagnol (1883).